# 사비니 여인의 납치

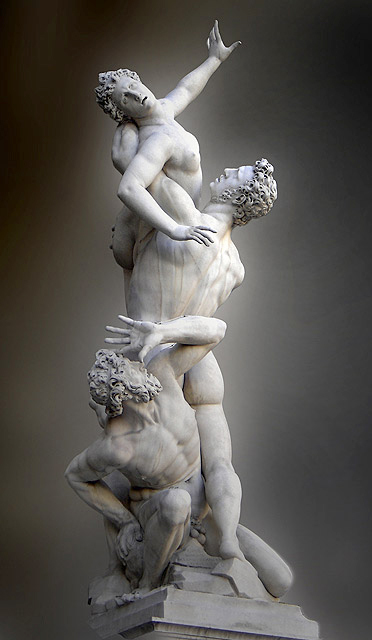
사비니 여인의 납치, 1579–1583. 높이: 410cm. 로자 데이 란치, 플로렌스

사비니 여인의 납치은 플랑드르 조각가이자 건축가인 잠볼로냐 (불로뉴의 요하네스)가 만든 크고 복잡한 대리석 조각상으로 코시모 1세 데 메디치를 위해 1579년에서 1583년 사이에 완성했다. 잠볼로냐는 일생 동안 널리 명성을 얻었으며, 이 작품은 그의 걸작으로 널리 간주 된다. 1582년 8월부터 피렌체의 로자 데이 란치에 있었다.
동상은 세르펜티나타 양식으로 구성되어 있다. 이 동상은 세 명의 누드 인물을 묘사한다. 중앙에 있는 한 청년은 그 아래에 있는 절망적인 노인에게서 여성을 빼앗은 것처럼 보인다. 그것은 표면상으로는 로마 초기 역사에서 사비니 여인들의 강간 사건을 기반으로 하는데, 당시 로마에는 여성이 상대적으로 적었고, 그 결과 남성들은 인근 도시와 도시에서 온 젊은 여성들에 대한 보쌈(raptio, 대규모 납치; 이 단어는 고대 영어 또는 문학 영어에서는 ‘강간’으로 간주됨)에서 비롯되었다.
그것은 투스카니의 프란체스코 데 메디치를 위한 잠볼로냐의 동상 중 첫 번째였으며, 이탈리아의 높은 르네상스와 관련된 매너리즘 양식으로 제작되었다. 그것은 세 개의 완전한 인물로 구성되어 있으며, 단일 흰색 대리석 블록으로 조각되었다. 완성될 때까지 제목이 주어지지 않았다. 잠볼로냐는 일반적으로 그의 작업 주제에 대해 확고하지 않았으며, 이 경우 그의 기교를 보여줄 크고 기념비적인 조각품을 제작하기를 원했다. 그것이 완성될 무렵, 그리고 프란체스코가 로자 데이 란치에 그것을 설치하기 전에 빈센조 보르기니는 사비니인들의 강간, 제목을 제안했고 따라서 청동 부조가 받침대에 추가되어 로마 신화와 연결되었다.

## 제목과 주제
투스카니의 프란체스코 데 메디치를 위한 동상은 의뢰를 받은 것이 아니라 영향력 있는 메디치에게 깊은 인상을 주기 위한 것이었다. 이 동상은 나중에 예술가가 그를 위해 여러 작품을 제작하여 그의 경력과 명성을 확립했다. 잠볼로냐는 스토리텔링이나 역사회화 보다 기법과 조각 형태에 더 관심이 많았고 일반적으로 작품의 이름을 늦게야 완성했다. 명명은 그가 몰두한 문제가 아니었지만, 이 동상에 대한 그의 작업 제목에는 파리스와 헬렌, 플루토와 프로세르피나, 피네우스와 안드로메다가 포함된다. 미술사가 존 쉐어맨에 따르면 이 조각상은 "내용보다는 형식의 실험"이었고 당시의 전형적인 “예술적 자질의 표현”이었다. 사학자 찰스 에이버리도 이에 동의하여 “순전히 습작”이라고 설명했다. 에이버리는 잠볼로냐가 특정 주제나 깊은 감정 표현에 대한 관심 부족... 기술적인 측면에 집중할 수 있게 해주었고, 그의 기교를 그가 작업한 재료의 한계까지 확장했다.

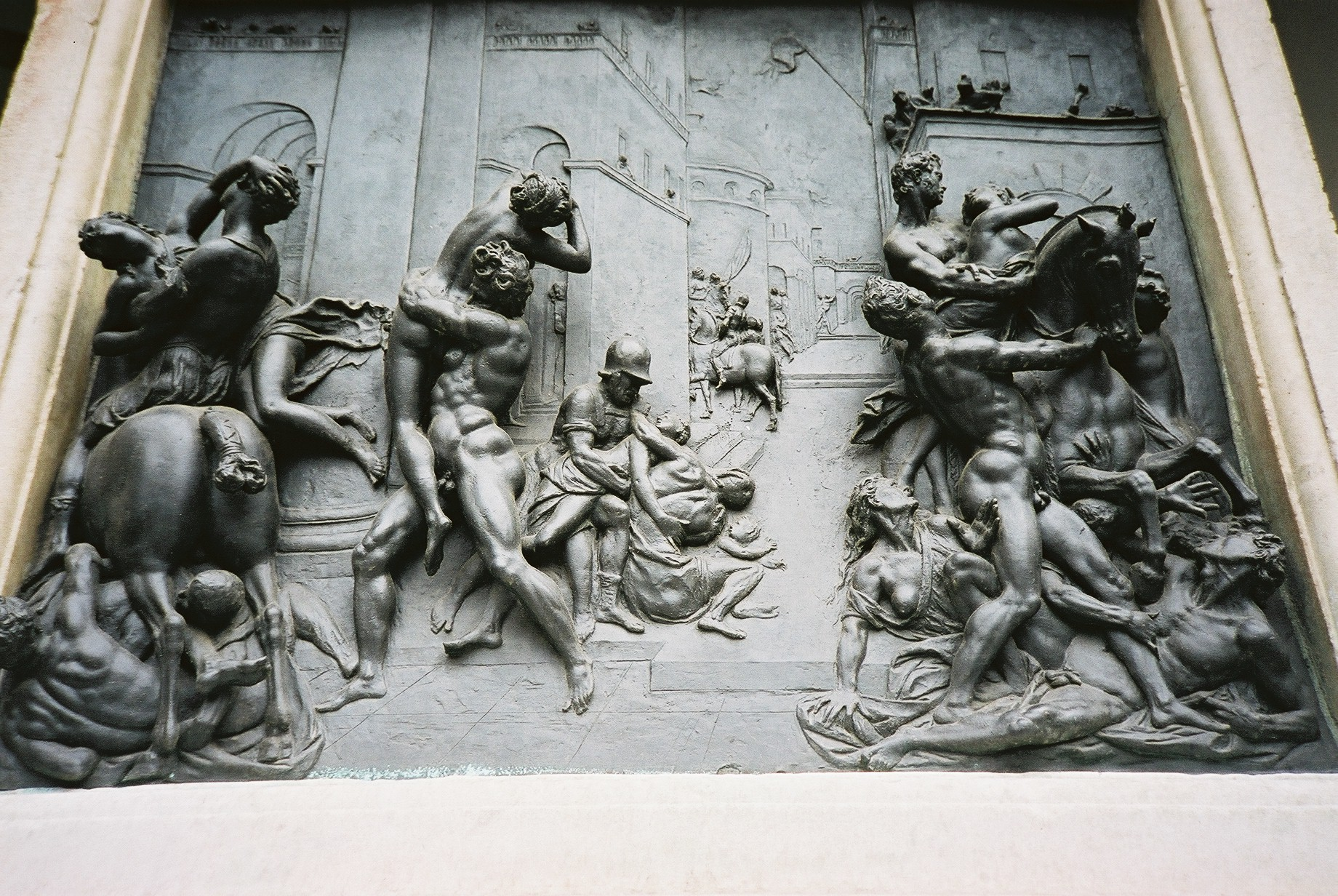
받침대에 있는 바닥(즉, 낮거나 얕음)의 세부 사항. 74cm x 89cm

완성이 가까워짐에 따라 잠볼로냐는 제목이 필요했고, 여러 작가의 의견을 요청했다. 이탈리아 수도사이자, 문헌학자이자, 미술 수집가인 빈센조 보르기니는 사비니 처녀들의 약탈(La Rappia delle Sabine)이라는 제목을 제안했다. 미술사가 마이클 콜에 따르면 제목은 어느 정도는 맞을 수 있지만 본질적으로 불만족스럽거나 예술가의 진정한 의도를 전달하지 못하기 때문에 의미가 없을 수도 있다. 콜에 따르면 “장면은... 사비니인의 묘사에서 기대할 수 있는 것과 일치하지만 실제로 등장인물의 정체성을 명확히 하는 것은 없다.”

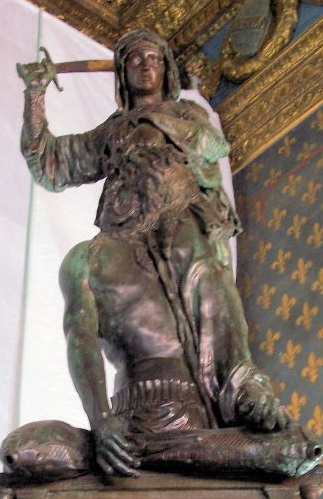
도나텔로, 유디트와 홀로페르네스, 1455년경. 팔라초 베치오, 플로렌스

보르기니 자신은 자신의 칭호의 맥락적 한계를 깨달았지만, 그럼에도 불구하고 잠볼로냐는 “따라서 앞서 언급한 사비니 처녀를 들어 올려지고 있는 젊은 여성으로 묘사했으며, 그녀의 납치범은 탈라시우스를 나타낸다. 그가 직접 그녀를 공개적으로 데려가지 않았더라도 그의 부하들은 그녀를 대신해서 데려갔고, 그는 그녀를 은밀히 데려가 그녀의 처녀성을 훔쳤다. 그리고 아래에 있는 노인은 그녀의 아버지를 나타낸다. 이야기는 내가 말했듯이 로마인들이 아버지의 팔에서 사비니인들을 강탈했다고 알려 주기 때문이다.” 이 읽기에서 이 작품은 1506년부터 1919년까지 로자 데이 란치에 위치한 도나텔로의 〈유디트와 홀로페르네스〉와 비교되기도 한다.
사비니 여인의 전설의 맥락에서, 제목의 단어 ‘강간’은 현대 영어 용어가 아닌 “대량 납치”로 대략 번역되는 고전 로마 용어 raptio에 기반을 두고 있으므로 작품 제목의 최근 경향, 더 정확하게는 (단수형) 사비니 여인의 납치가 된다.

## 해설
사비니 여인의 납치는 피렌체로 수송된 가장 큰 블록이 된 흰색 대리석 한 블록으로 만들어졌다. 잠볼로냐는 피구라 세르펜티나타(S-커브)와 위로 올라가는 뱀 같은 나선형 움직임으로 구성을 만들고 싶었다. 그것은 지배적인 관점 없이 착상되었다. 즉, 작품은 그것이 어느 각도에서 보느냐에 따라 다른 관점을 준다.
410cm 높이의 동상은 실제 크기보다 커서 기념비적인 임팩트를 더한다. 그것은 세 명의 누드 인물을 묘사한다. 끝에 웅크리고 있는 노인, 그의 머리 위로 젊은 여성을 들어올리는 중앙의 청년. 도움을 청하기 위해 오른손을 바깥쪽으로 뻗은 여성은 자신을 납치한 자에게서 벗어나기 위해 목숨을 걸고 투쟁하고 있다. 노인은 패배하고 절망에 빠진 것처럼 보이다. 그의 몸의 반만 보이고 어떤 각도에서 이것은 분명히 젊은 남자의 발과 무릎이 그를 격렬하게 밀고 누르고 있기 때문이다. 세 인물의 머리는 시점에 관계없이 반대이다. 특히 늙은 남자는 공격자에게 그녀를 잃었다는 것을 깨닫고 항상 젊은 여자에게서 등을 돌리고 있는 것 같고, 따라서 그의 얼굴 일그러짐은 아마도 수치심으로 읽혀질 것이다.

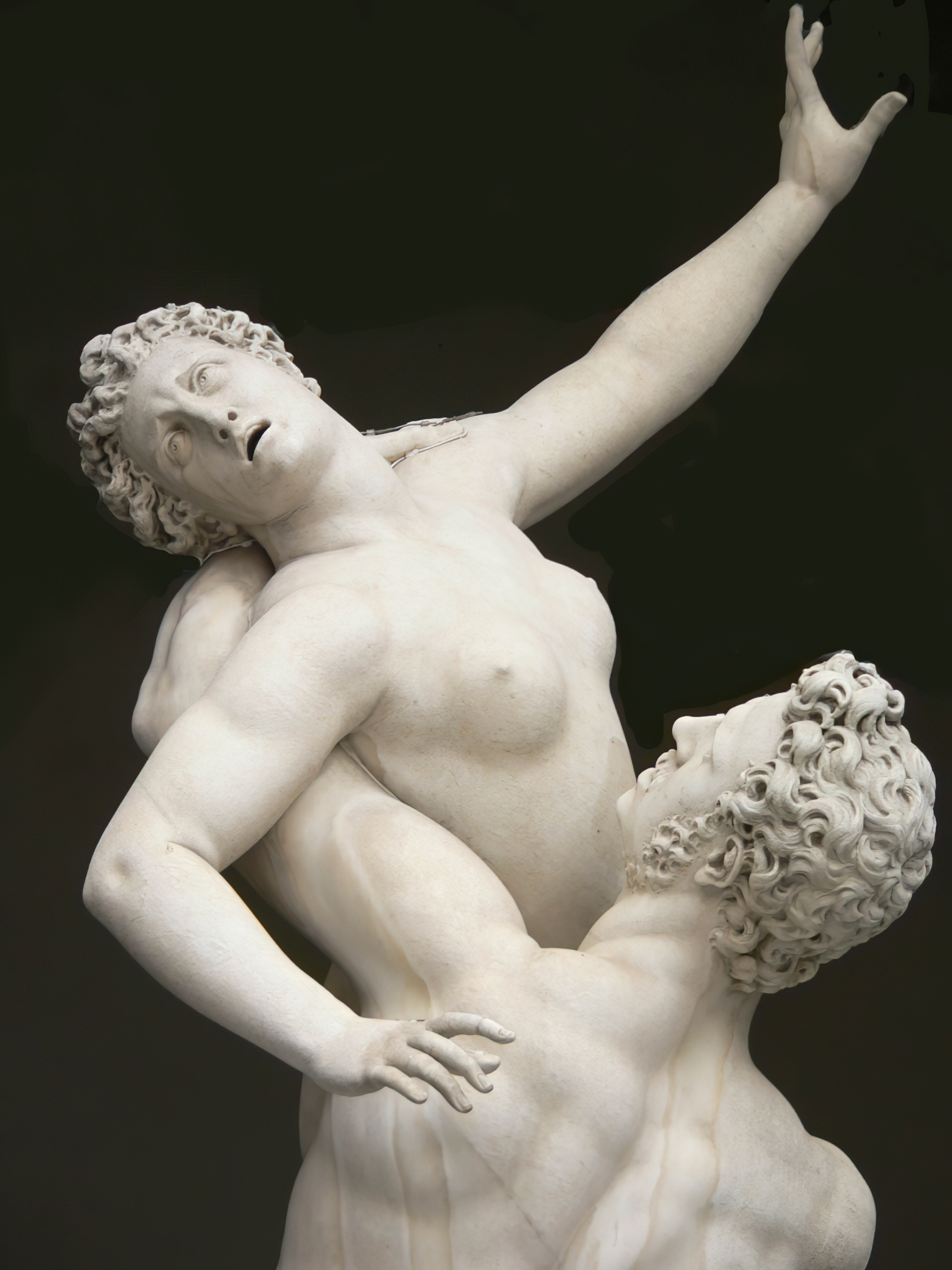
여성 인물의 디테일
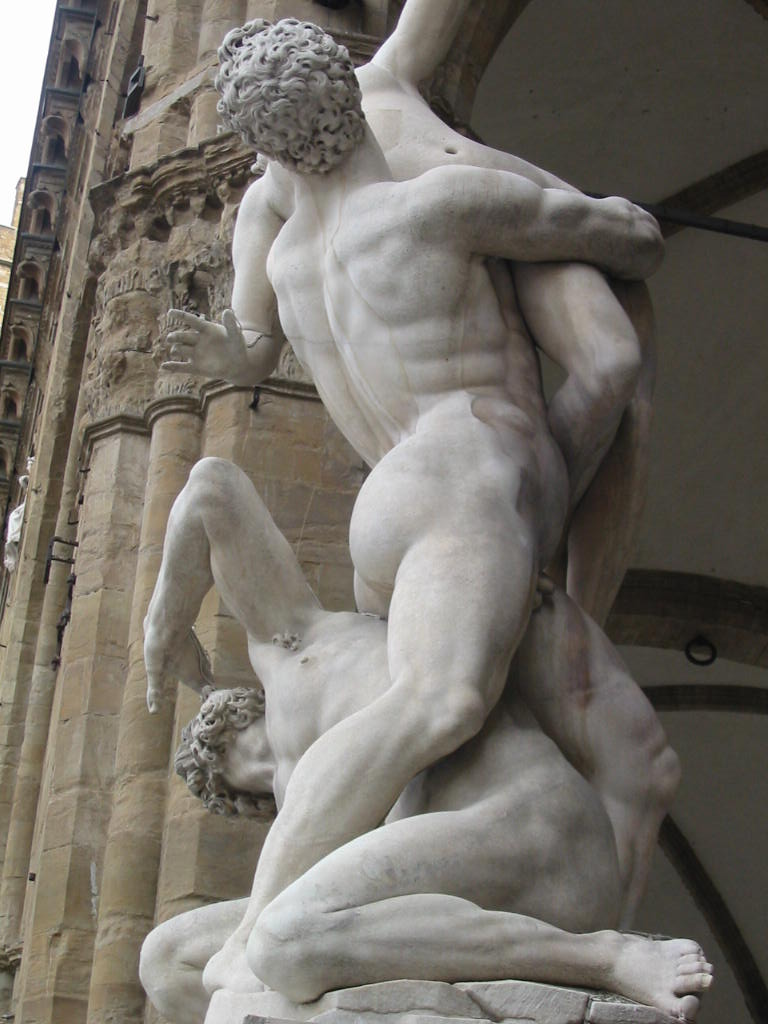
젊은 남자의 뒷면
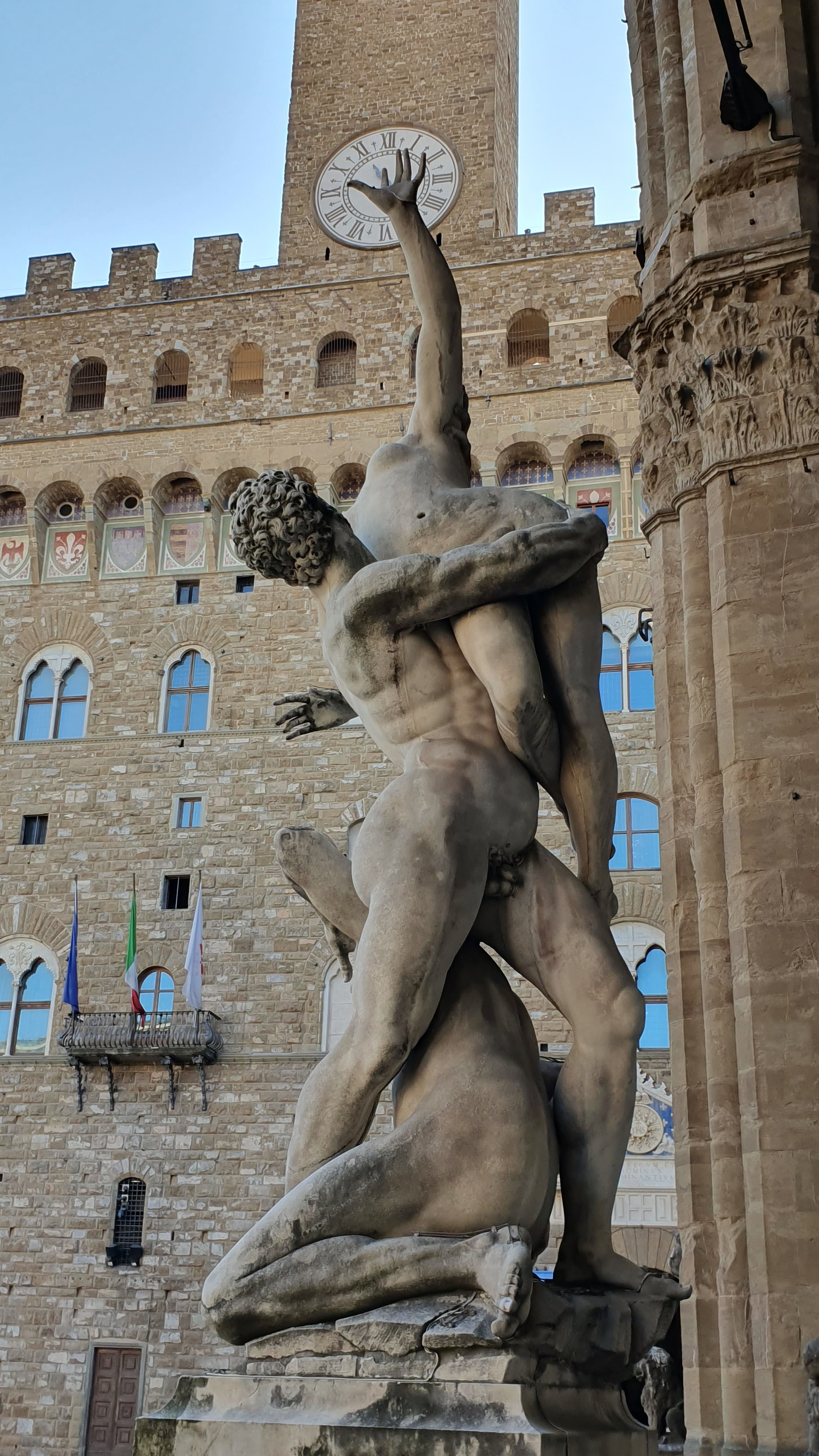
배경과 정면 뷰

잠볼로냐는 야심차고 경쟁심이 강했으며, 둘 다 피렌체에 있으며, 현재는 아카데미아 미술관에 있는 미켈란젤로의 1501-04 〈다비드〉와 시뇨리아 광장에 있는 바키오 반디넬리의 1525-34 헬라클레스와 카쿠스를 포함하여 그의 영향력과 동등하기를 희망했다.
받침대에는 플랑드르 불로뉴의 요하네스 작업(OPVS IOANNIS BOLONII FLANDRI MDLXXXII, 1582년)이라는 구호가 새겨져 있다.

## 연구, 상태
원래 석고 모형은 현재 아카데미아 미술관에 있다. 1579년경 제작된 걸로 추정되는 청동 모형은 뉴욕 메트로폴리탄 미술관에 있다.
조각상은 2001년과 2007년에 다시 복원되었다.

## 영향
동상은 널리 영향을 미쳤으며, 그 중에 잔 로렌초 베르니니(1621-22)의 프로세르피나의 납치, 아드리안 데 프리스(1623)의 라오쿤, 피에르 퓌제의 페르세우스와 안드로메다(1684)와 같은 이들에게 정보를 제공한 작품으로 생각된다.

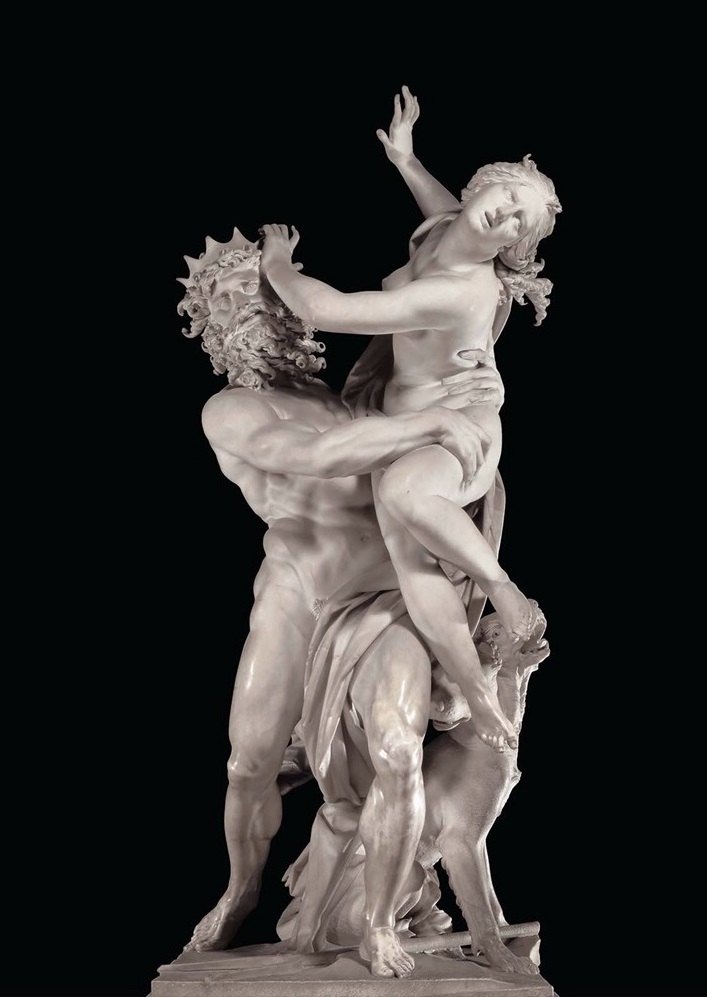
프로세르피나의 납치, 잔 로렌초 베르니니, 1621–22. 보르게세 미술관, 로마
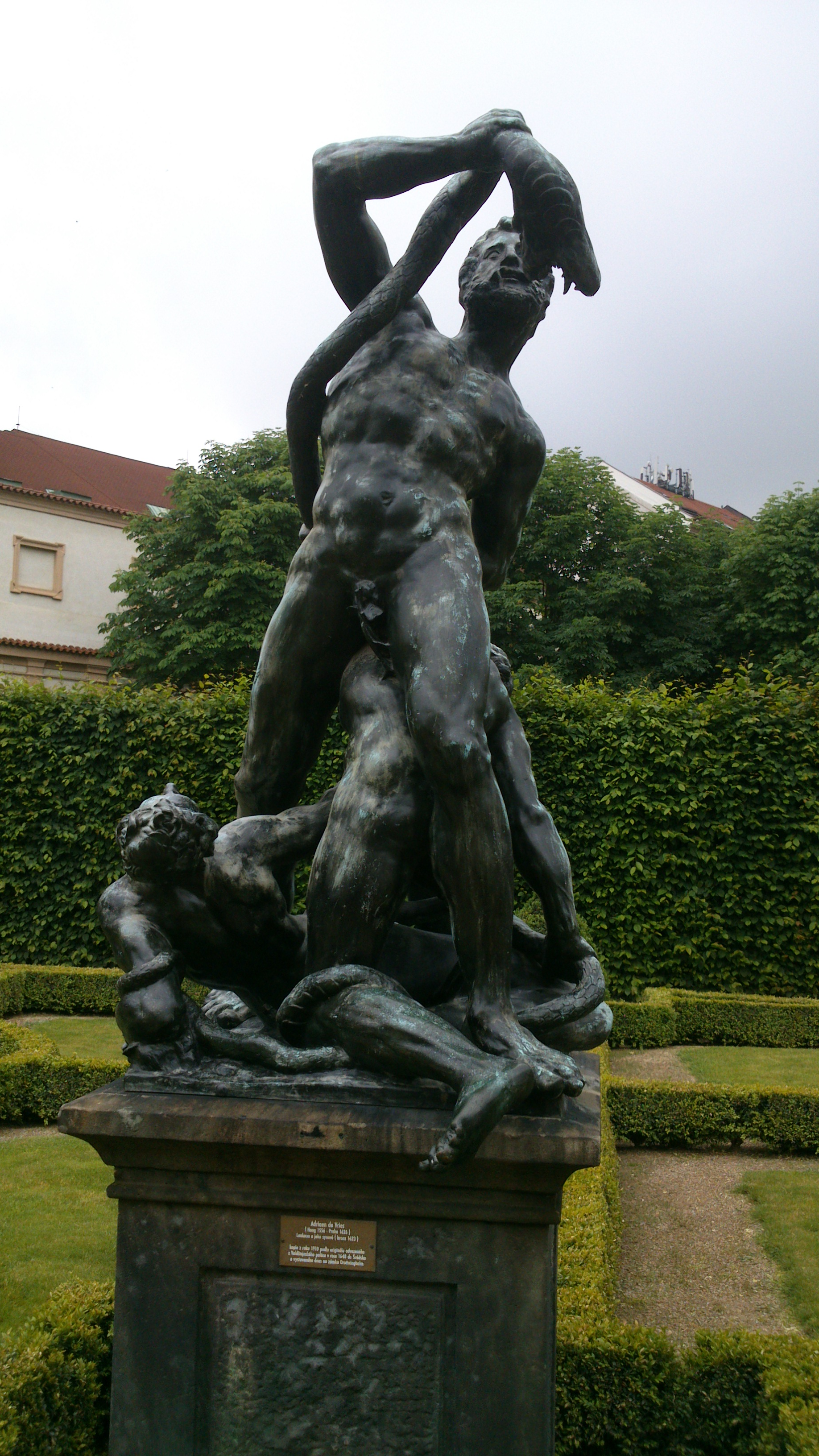
라오쿤, 아드리안 데 프리스, 1623. 발트슈타인 궁전, 프라하
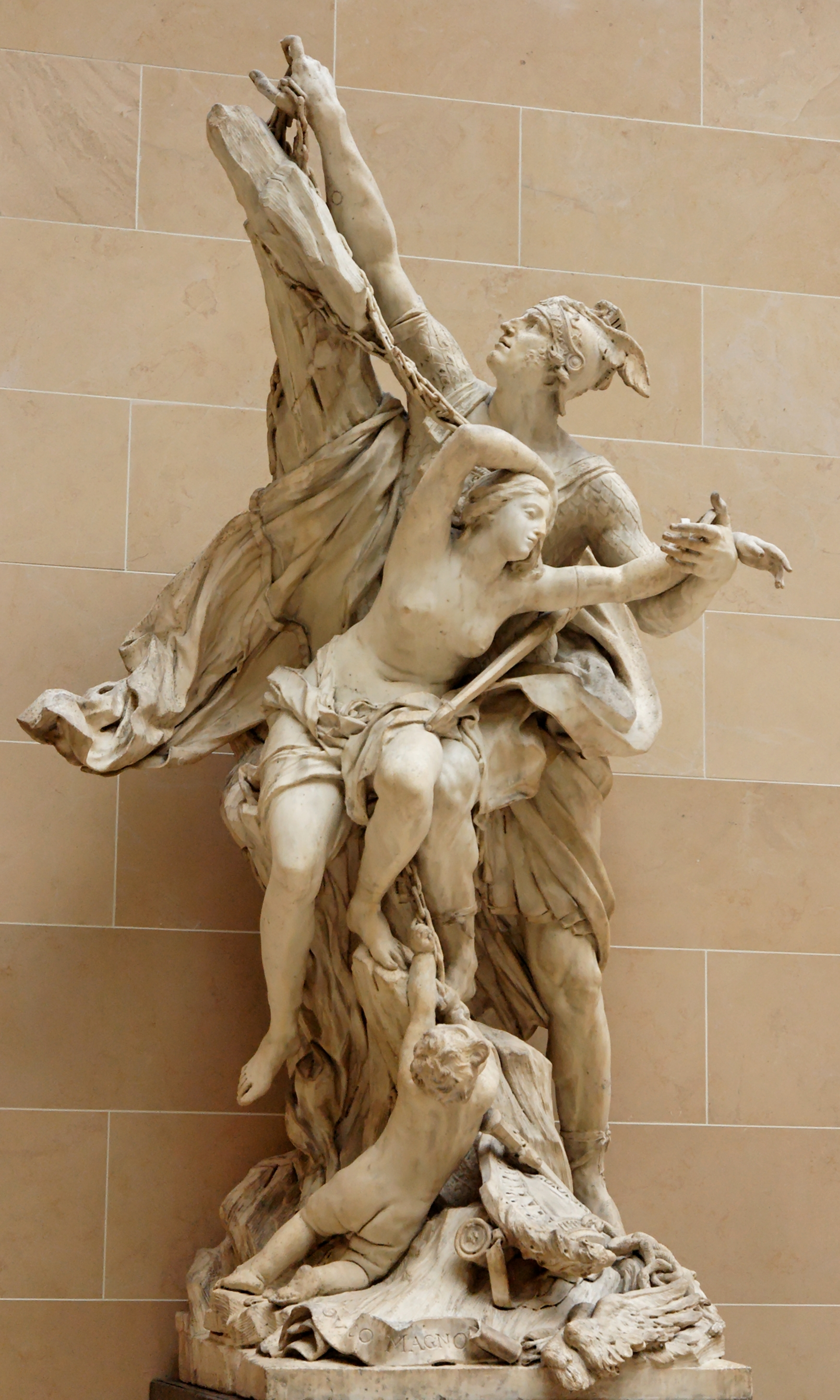
페르세우스와 안드로메다, 피에르 퓌제, 1684. 루브르 박물관, 파리